# Leroy Anderson
Leroy Anderson (1908 - 18 de maig de 1975) fou un compositor, adaptador i director d'orquestra estatunidenc que va buscar, com ningú, el sentit de l'humor en la música, i que va ser considerat un dels principals directors d'orquestra de música lleugera.
Originari de Cambridge, Massachusetts, era descendent de pares suecs. Fill de músics aficionats, Leroy Anderson va estudiar orgue, tuba i contrabaix, i als dotze anys ja havia compost un minuet per a quartet de corda. Va decidir seguir les seves classes de piano amb el professor Henry Gideon en el Nou Conservatori de música d'Anglaterra.
El 1926, ingressà a la Universitat Harvard, on va estudiar teoria amb Walter Spalding i es va graduar com a Mestre d'Arts el 1930. Participà en diverses orquestres estatunidenques. Col·laborador i arranjador de la Boston Pops Orquesta (especialitzada en adaptacions simfoniques de temes clàssics), sota la direcció d'Arthur Fielder. El 1942 va entrar a l'armada dels Estats Units per a la Segona Guerra Mundial, i va servir fins al 1946.
El 1958 formà la seva primera orquestra dita Meredith Willson's "76 Trombons"*, en aquest mateix any va escriure el seu propi musical anomenat “Goldilocks”.
Un dia, John Williams descriví a Leroy Anderson com un dels més grans mestres de música d'orquestra.

## Temes compostos
- El Rellotge Sincopat.
- The Typewriter
- El vals dels gats.
- Buggler's Holliday